# Chilean Airways
Chilean Airways è una compagnia aerea cilena, che opera principalmente nella parte settentrionale del Paese, oltre a collegare il Cile con altre destinazioni dell'America Latina. Ha il suo hub presso l'aeroporto Internazionale Diego Aracena nella città di Iquique.

## Storia
È stata fondata nel giugno 2016 per operare principalmente su alcune rotte aeree nell'area settentrionale del Cile che non erano coperte dalle due compagnie aeree che dominano il mercato in quel paese, LATAM e Sky. Entro la fine di quell'anno, avevano esteso il loro operazioni verso destinazioni internazionali da Iquique, come Argentina, Bolivia, Ecuador, Perù e Paraguay, e successivamente hanno iniziato i voli per i Caraibi.
Al 2020, opera solo voli charter regionali.

## Destinazioni
Prima del 2020, le rotte percorse di Chilean Airways includevano destinazioni in Argentina, Cile, Perù, Uruguay, Bolivia, Curaçao, Aruba, Cuba e Venezuela. 

## Flotta
A giugno 2021 Chilean Airways possiede un solo aeromobile, un Boeing 737-200, tuttavia mai entrato in servizio.